# 우치타역
우치타역(일본어: 打田駅, うちたえき)은 일본 와카야마현 기노카와시에 있는 서일본 여객철도의 철도역이다.

## 역 구조
상대식 2면 2선 구조의 지상역으로, 교행 시설이 갖추어져 있다. 역사는 1번 승강장 쪽에 있으며, 2번 승강장과는 과선교로 이어져 있다.
하시모토 역이 관리하며, JR 서일본 멘텍이 역 업무를 대신하고 있다.

### 승강장
| 1 | ■ 와카야마 선 | 하시모토 · 고조 방면 |
| 2 | ■ 와카야마 선 | 와카야마 방면        |

## 역세권 정보
- 기노카와시청
- 도큐 차량제조 와카야마 공장

## 역사
- 1900년 8월 24일 - 기와 철도 후나도 역 ~ 고카와 역 구간의 개통과 함께 개업.
- 1907년 10월 1일 - 국유화에 따라 일본국유철도의 소속이 되었다.
- 1987년 4월 1일 - 민영화에 따라 서일본 여객철도의 소속이 되었다.

## 인접역
| 서일본 여객철도 와카야마 선 | 서일본 여객철도 와카야마 선 | 서일본 여객철도 와카야마 선 |
| --------------------------- | --------------------------- | --------------------------- |
| 고카와 오지 방면            | ■ 와카야마 선 쾌속          | 이와데 와카야마 방면        |
| 서일본 여객철도 와카야마 선 |                             |                             |
| 기이나가타 오지 방면        | ■ 와카야마 선               | 시모이사카 와카야마 방면    |